# Ben Duijker
Bernardus (Ben) Duijker (Amsterdam, 1 augustus 1903 – aldaar, 9 december 1990) was een Nederlands wielrenner. In 1928 nam hij deel aan de Olympische Spelen in Amsterdam.

## Olympische Spelen
Duijker deed in 1928, op 24-jarige leeftijd, mee aan de wegwedstrijden op de Olympische Spelen in Amsterdam. Bij de individuele wedstrijd eindigde hij als 36e, bij de ploegenwedstrijd als 9e. Het Nederlandse team bestond, naast Duijker, uit Antonius Kuys, Leen Buis en Janus Braspennincx.